# Tsubasa Chronicle - Il film
Tsubasa Chronicle - Il film: La principessa del regno delle gabbie per uccelli (劇場版 ツバサ・クロニクル 鳥カゴの国の姫君?, Gekijōban Tsubasa Kuronikuru: Torikago no kuni no himegimi) è un mediometraggio della serie animata Tsubasa Chronicle.
Il film fu proiettato in Giappone il 20 agosto 2005 insieme al film di xxxHOLiC, xxxHOLiC - Il film: Sogno di una notte di mezza estate. I due film, come le due serie, sono collegati fra di loro.

## Trama
Il film porta i protagonisti in un altro universo, in cui si ritrovano in una città chiusa dentro una gabbia per uccelli. Questa città, basata su un sistema di acquedotti molto complesso, è governata da un re tiranno, che è lo zio della principessa Tomoyo. Suo zio, grazie a speciali poteri che gli sono stati donati da una piuma di Sakura, riuscì a renderla, e finì per fuggire e rifugiarsi un in piccolo villaggio ad ovest della città. Come nota Kurogane, Tomoyo non è la stessa principessa del regno del Giappone, ma una ragazza di quel mondo.
Quando i piani del re furono quasi completati, finì per rapire Tomoyo e usare i suoi poteri per oscurare la gabbia intorno a città, e impedire alla luce di filtrare.
Shaoran riuscì a sconfiggere il re, che non era altro che un uccello, il quale grazie ai poteri della piuma, aveva preso le sembianze dello zio di Tomoyo. Per distruggere la gabbia alla città, chiamò Yūko, la strega dimensionale, tramite Mokona. Yuko donò ai ragazzi una chiave, la cui storia si può vedere nel film di xxxHOLiC. Come pegno, chiese il campanellino di Tomoyo, che, finirà nel film di xxxHOLiC.

## Personaggi
Principessa Tomoyo
È la principessa del regno delle gabbie per uccelli, costretta a scappare dal palazzo reale a causa di suo zio, il re, che intende catturarla per sigillare il regno all'interno di un'enorme voliera. La principessa si era così rifugiata in un villaggio del regno, ma avendo perso il suo volatile, Raifan, non è più in grado di parlare.
Re del regno
Il re del regno è lo zio della principessa, che sembra aver un giorno ottenuto uno strano potere ed essere diventato malvagio. Sotto questa influenza scaccio il volatile della principessa, e iniziò a darle la caccia.
Kurori
Kokuri è il ragazzino che incontra i protagonisti all'inizio della storia, e li conduce dalla principessa. Il suo uccellino di chiama Kokoruri. Il suo compito è quello di aiutare la principessa e in seguito aiutare Shaoran e gli altri ad infiltrarsi nel castello de re, per riuscire a fermarlo.
Guardia del re
È la guardia del re che aiuta il gruppo di Shaoran a difendere la principessa e ad infiltrarsi nel castello reale.
Raifan
Il volatile della principessa è Raifan, che all'inizio della storia è stato sigillato dal re. Viene in seguito evocato da Kurori, ed aiuterà Shaoran a combattere contro il re. Alla fine del film, Tomoyo dona a Yuko il suo campanelli, perdendo così il legalme con Raifan.
Kokoruri
Kokoruri è l'uccellino di Kurori, che ha un ruolo marginale del film. Viene visto inizialmente giocherellare con Sakura, motivo che spinge Kokuri a fidarsi dei ragazzi. Alla fine del film Kurori lo libera, e l'uccellino volerà via.
Dodo
Il volatile del re è Dodo, un uccello scuro e grosso. Alla fine del film viene trasformato in un uccello gigante, che comandato dal re, cerca di uccidere Shaoran.

## Colonne sonore
Tema iniziale
- aerial di Kinya, arrangiamento di Tetsuji Fujita e composizione di HΛL.

Tema di chiusura
- Amrita (アムリタ?, Amurita) di Yui Makino, arrangiamento di Tetsuji Fujita, testo e composizione di Kaori Kano.